# BT Kemi

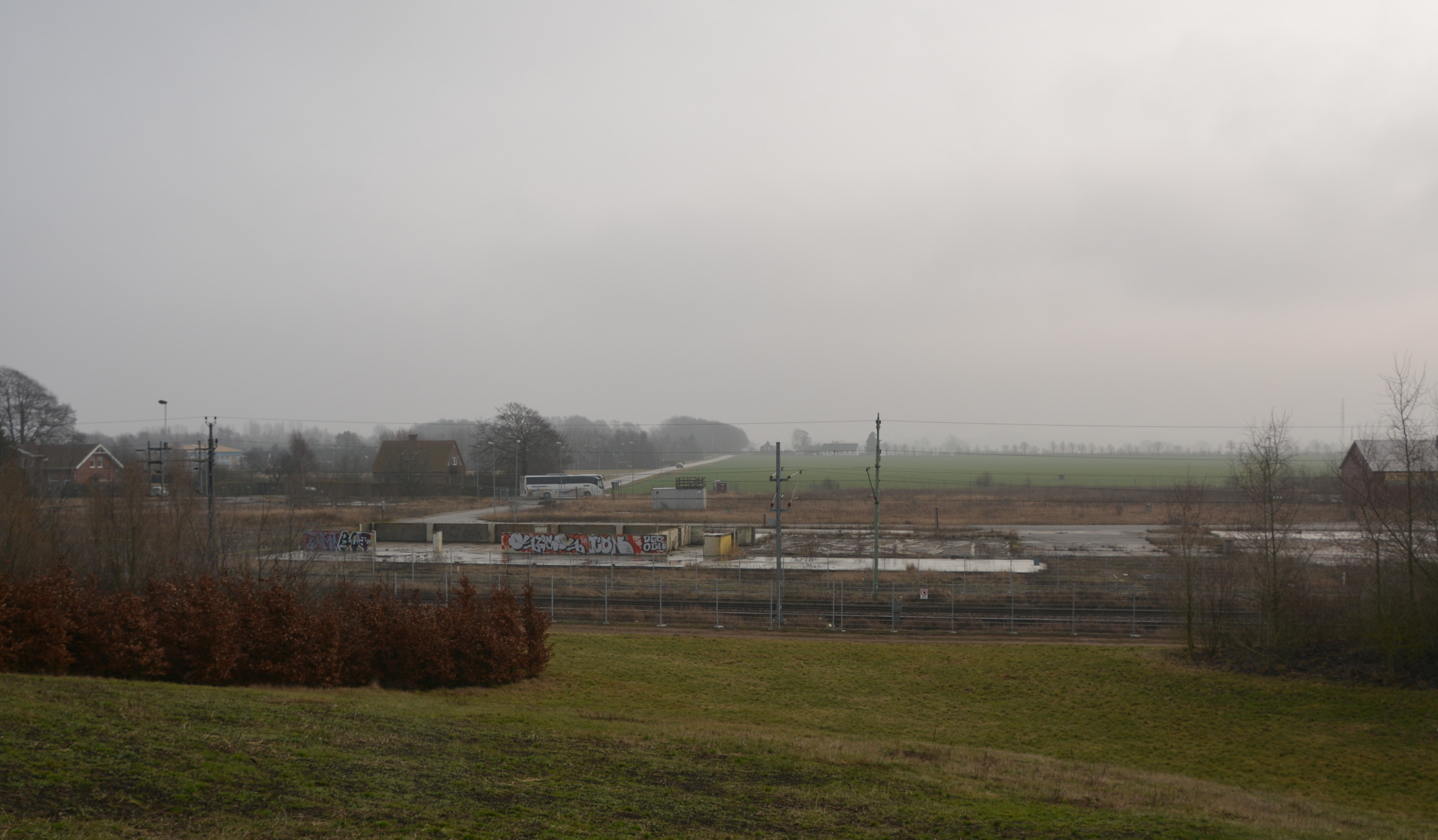
BT Kemis fabriksområde i januari 2017.

BT Kemi KVK AB, fram till 1971 Bönnelycke & Thuröe AB, var ett kemiskt-tekniskt företag. Det tillverkade bland annat takpapp, träskyddsmedel och ogräsbekämpningsmedel (främst fenoxisyror) i Malmö och 1965–1979 i Teckomatorp.

## Historia

### 1960-talet
Hösten 1965 flyttade Bönnelyche & Thuröe, som ursprungligen var ett danskt företag, vad som då var Sveriges enda växtgiftfabrik, från Malmö till Teckomatorp efter att det hade stått klart att företaget skulle få svårt att överleva i Malmö.
I Teckomatorp var läget ett annat. Här hade sockerfabriken, som då hade stora delar av ortsbefolkningen som anställda, precis lagts ner och ortsborna sökte nya jobb. Bönnelycke & Thuröe hade då för avsikt att expandera kraftigt i Teckomatorp. Produktionen av växtgift flyttades in i sockerfabrikens gamla lokaler, eftersom Bönnelycke & Thuröe ansåg att den passade utmärkt för deras verksamhet.
1965 köpte Höganäsbolaget Bönnelycke & Thuröe.
Tillverkningen i Teckomatorp bestod av råämnen till växtgifter, främst fenoxisyror. Dess främsta produkter var MCPA (2-metyl-4-klorfenoxiättiksyra), 2,4-D (2,4-diklorfenoxiättiksyra) samt 2,4,5-T (2,4,5-triklorfenoxiättiksyra).

### 1970-talet
År 1971 sålde Höganäsbolaget växtgiftproduktionen i Teckomatorp till danska Kemisk Værk Køge, som i sig var en dotterkoncern till Sadolin & Holmblad A/S. Färgtillverkning hos Höganäs behölls emellertid under namnet Bönnelycke & Thuröe. Efter Kemisk Værk Køges köp av fabriken i Teckomatorp ändrades företagsnamnet till BT Kemi AB 1971 (1975 till BT KVK Kemi AB).
I tillverkningen användes dinitroortosekundärbutylfenol (Dinoseb). 2,4-D och 2,4,5-T ingick i hormoslyr som användes vid flygbesprutning av kalhyggen och besprutning av banvallar.

## Miljöskandalen

### Inledningen
När fabriken anlades fanns ingen miljöskyddslagstiftning och företaget sökte inget särskilt tillstånd för verksamheten. Länsstyrelsen begärde dock att Vatteninspektionen skulle ange villkor. Vatteninspektionen beslutade att Vattendomstolen skulle granska kommande förbättringar av reningsprocesserna. År 1967 begärde företaget att Vattendomstolen skulle fastställa villkoren för verksamheten. Vattendomstolen beslutade 1970 att lämna ett tillfälligt tillstånd för verksamheten och att Koncessionsnämnden skulle fälla ett nytt avgörande efter tre år.
Det dröjde inte länge efter att fabriken hade startat förrän grannar började klaga på lukten. När ormbunksplantor helt plötsligt började vissna slog trädgårdsmästaren Carl Johan Ahl larm.
Statens växtskyddsanstalt undersökte vattnet i Braån och fann att vattnet nedströms BT Kemi var giftigt. Företaget använde de gamla slamdammarna som hade anlagts under sockerbrukets tid för att fenolhaltigt vatten skulle renas med hjälp av klorkalk, och det fanns misstankar att vattnet från dessa dammar läckte ut i ån. I Billeberga nedströms Teckomatorp fick vattenverket stänga på grund av illaluktande vatten.
I juli 1967 betalade företaget ut sammanlagt 75 000 kronor i skadestånd till fem trädgårdsmästare på grund av problemen med vattnet. En av dessa var Carl Johan Ahl. Samtidigt hade fyra av dem som hade fått skadestånd skrivit under ett papper på att inte fortsätta driva skadestånd mot BT Kemi. Ahl däremot skrev aldrig under något papper och fortsatte processa mot företaget.

### Monica Nilsson
I oktober 1971 började företaget under ledning av platschefen Ragnar Nilsson gräva ned hundratals 200-litersfat med filtermassor som innehöll fenoxisyror på fabriksområdet. En namninsamling med drygt 600 underskrifter mot lukten överlämnades till den kommunala hälsovårdsnämnden som dock inte gjorde något, eftersom företaget planerade att förbättra reningsprocesserna.
En vikarierande reporter på Kvällsposten skrev en artikel utifrån uppgifter om konstig lukt från fabriken som den närboende hemmafrun och småbarnsmamman Monica Nilsson rapporterat om. Men vd:n Göran Prawitz hotade att stämma tidningen, och redaktionschefen stoppade publiceringen.
Företagets ansökan till Koncessionsnämnden för den fortsatta tillverkningen krävde många kompletteringar och först 1975 kunde Koncessionsnämnden godkänna verksamheten. Beslutet innebar att företaget gavs ett tidsbegränsat tillstånd som gällde i fyra år och det måste förbättra verksamheten på 23 punkter.
Trots många klagomål från ortsbefolkningen mot företaget för att folk hade börjat bli sjuka och allergiska hände ingenting. Dessutom fanns misstankar om nedgrävda tunnor på fabriksområdet, så Monica Nilsson slog larm. Den tidigare namninsamlingen för att påverka Koncessionsnämndens beslut 1975 hade ingen effekt. Nilsson vände sig då till Kvällsposten som förberedde en ny artikel efter hennes berättelse om misstankarna om nedgrävda tunnor med gift. Artikeln publicerades dock aldrig eftersom företagets direktör Göran Prawitz hade fått nys om den planerade publiceringen och än en gång hotade stämma tidningen.

### Tunnor med gift påträffas
Men Monica Nilsson gav sig inte och efter många påstötningar hos kommunens hälsovårdsnämnd för att denna skulle ingripa så tvingades företaget på hösten 1975 att börja gräva på sitt område. Det som hittades var tunnor som mer eller mindre hade rostat sönder och som innehöll bland annat farliga halter av fenoxisyror och dinoseb (ett vanligt branschnamn för 6-sek-butyl-2,4-dinitrofenol, en herbicid i dinitrofenolfamiljen). Företaget hävdade dock att de tunnor som hittades endast innehöll ofarliga filtermassor. Så var dock inte fallet efter provtagningar.
Företaget hävdade dessutom att nedgrävningen hade skett med länsstyrelsens tillstånd, men något sådant tillstånd ansåg sig inte länsstyrelsen ha lämnat. Fynden ledde till att BT Kemis direktör Göran Prawitz och platschefen Ragnar Nilsson åtalades enligt Brottsbalkens bestämmelser om vårdslöshet med gift.
Carl Johan Ahl kontaktade hösten 1975 stiftelsen Miljöcentrum i Uppsala och dess förgrundsfigur, miljödebattören Björn Gillberg. Genom provtagningar upptäckte Miljöcentrum fenoxisyror i jorden i Ahls växthus och i bevattningsvattnet. Ahl stämde BT Kemi med begäran om skadestånd och på sommaren 1977 fann tingsrätten BT Kemi skyldig och dömde bolaget att betala ut ungefär 500 000 kronor. Tingsrättens dom överklagades av båda parter, men efter förlikning kom man överens om ett skadestånd på 1,25 miljoner kronor. BT Kemi hade då försatts i konkurs. Skadeståndet betalades emellertid ut av BT Kemis danska moderbolag, eftersom Ahl redan i processens början hade lyckats få säkerhet för sitt anspråk. Ahl företräddes i skadeståndsprocessen av advokat Staffan Michelson som ombud tillsammans med Björn Gillberg som tekniskt biträde.
Brottmålsprocessen mot Prawitz och Nilsson ägde också rum sommaren 1977. Landskrona tingsrätt friade de två, eftersom åklagaren inte hade kunnat visa att fenoxisyrorna i Braån kom just från de nedgrävda tunnorna. Inte heller kunde åklagaren visa att det som skett var ett allmänfarligt brott, att tunnorna orsakat några omfattande utsläpp, att någon direkt hade skadats eller att företagsledningen hade uppsåt att skada.

### Nya fynd
På hösten 1977 lade man ned dräneringsrör på företagets område för att kunna fånga upp läckage från de 200 tunnorna. Vid schaktningen upptäcktes ytterligare 160 tunnor, som innehöll bekämpningsmedlet Dinoseb. Kort därefter beslutade företagsledningen att upphöra med verksamheten i Teckomatorp.
Fabriksbyggnaden sprängdes den 22 februari 1979 och det område där gifttunnorna påträffades inkapslades så att inget gift skulle kunna läcka ut. På det sättet hoppades Svalövs kommun att "skamfläcken" skulle rensas bort. Området har nu (2014) sanerats och gjorts om till ett rekreationsområde som heter Vallarna.
De nya fynden gjorde att ännu en rättsprocess inleddes mot Göran Prawitz och Ragnar Nilsson. Den tidigare domen hade visat svårigheten med att få de ansvariga dömda, och länsåklagarens åtal gällde därför luftföroreningar från fabriken. Länsåklagaren hävdade att företaget lämnat oriktiga uppgifter och att större utsläpp skett nattetid. Tingsrättens dom 1982 innebar ett frikännande av Prawitz vad gäller miljöbrottet. Ragnar Nilsson hade då redan avlidit i cancer. Däremot dömdes Prawitz till dagsböter för vissa ekonomiska oegentligheter.

### Sanering
Det anses inte ekonomiskt försvarbart att totalsanera området där BT Kemi låg. Däremot har man beslutat att sanera till en föroreningsnivå som är acceptabel i förhållande till den markanvändning som planeras, och området är det av länsstyrelsen högst prioriterade saneringsområdet i Skåne. Sanering påbörjades efter flera förseningar i april 2008. Våren 2009 har hela norra delen av det gamla fabriksområdet färdigsanerats. Där har grönområdet Vallarna skapats. Totalt 77 000 ton jord har grävts bort och fraktats med båt från Landskrona till Tyskland där jorden slutligen saneras.
Saneringen av den södra delen beräknades enligt en kostnadsplan som projektstyrelsen för BT-kemi tillsammans med länsstyrelsen tagit fram kosta 183 miljoner kronor. Saneringsarbetet är tänkt att vara avslutat vid utgången av 2021. Man har dock stött på mer förorenad jord och farligt avfall än väntat, och styrelsen för BT Kemi Efterbehandling beslutade under hösten 2020 att ansöka om ytterligare bidrag hos länsstyrelsen och Naturvårdsverket för entreprenaden.